# 2021年NBA總決賽
2021年NBA總決賽是2020–21 NBA賽季的冠軍系列賽，於2021年7月6日至7月22日進行，由西區第二種子鳳凰城太陽對戰東區第三種子密爾瓦基公鹿，比賽採用七戰四勝制2-2-1-1-1的形式。最終公鹿4-2擊敗擁有主場優勢的太陽，揚尼斯·安戴托昆波榮焉FMVP，也是首位獲得此殊榮的希臘球員。
此次總決賽是2012年後（1998年以來第二次），首度沒有西區球隊來自加利福尼亞州及德克薩斯州。

## 賽事看點
- 鳳凰城太陽及密爾瓦基公鹿皆為1968-69賽季的擴編球隊（英语：Expansion team）。公鹿曾於1971年封王（以西區名義），太陽則未有奪冠紀錄。
- 西區連續七年由太平洋組第一名晉級。
- 自1995年後首次，對戰組合未由芝加哥公牛、金州勇士、洛杉磯湖人、邁阿密熱火及聖安東尼奧馬刺組成。
- 2014年後，首度沒有安德烈·伊格達拉出賽的總決賽。伊格達拉效力勇士期間曾五度征戰總決賽（2015年至2019年），取得三次總冠軍及一次FMVP；2020年被交易至熱火，球隊最終晉級總決賽，對決湖人[3]。

## 晉級總決賽之路
| 密爾瓦基公鹿（東區聯盟冠軍）                             | 密爾瓦基公鹿（東區聯盟冠軍） | 賽事       | 鳳凰城太陽（西區聯盟冠軍）                                | 鳳凰城太陽（西區聯盟冠軍） |
| -------------------------------------------------------- | ---------------------------- | ---------- | --------------------------------------------------------- | -------------------------- |
| 46-26（.639） 中央賽區第一名，東區第三種子，全聯盟第七名 | 例行賽                       | 例行賽     | 51-21 (.708) 太平洋賽區第一名，西區第二種子，全聯盟第二名 |                            |
| 4-0擊敗第六種子邁阿密熱火                                | 第一輪                       | 第一輪     | 4-2擊敗第七種子洛杉磯湖人                                 |                            |
| 4-3擊敗第二種子布魯克林籃網                              | 分區準決賽                   | 分區準決賽 | 4-0擊敗第三種子丹佛金塊                                   |                            |
| 4-2擊敗第五種子亞特蘭大老鷹                              | 分區決賽                     | 分區決賽   | 4-2擊敗第四種子洛杉磯快艇                                 |                            |

### 密爾瓦基公鹿
由揚尼斯·安戴托昆波、克里斯·米德爾頓及朱·哈勒戴三人領銜，公鹿例行賽以46勝26敗（東區第三種子）作收。季後賽首輪橫掃邁阿密熱火；次輪與布魯克林籃網鑿戰七場，最終驚險在延長賽獲勝；東區決賽對戰甫擊敗第一種子費城76人的亞特蘭大老鷹，雖然安戴托昆波第四場傷退，球隊仍成功叩關總決賽（上次晉級為1974年）。

### 鳳凰城太陽
季後賽首輪，太陽首先淘汰衛冕軍洛杉磯湖人，再於準決賽橫掃丹佛金塊；西區決賽強碰保羅·喬治領軍的洛杉磯快艇，最終4-2取得系列賽勝利。太陽睽違28年再有機會爭奪總冠軍，同時也是克里斯·保羅職業生涯首度踏進總決賽。

### 例行賽對戰
- 雙方於例行賽二度交手，兩場皆由太陽1分險勝

| 2021年2月10日 |

| 賽事回顧 |

| 密爾瓦基公鹿 124–125 鳳凰城太陽 |

| 2021年4月19日 |

| 賽事回顧 |

| 鳳凰城太陽 128–127 密爾瓦基公鹿（OT） |

## 賽事簡表
| 賽事   | 日期    | 客隊         | 比數    | 主隊         |
| ------ | ------- | ------------ | ------- | ------------ |
| 第一場 | 7月6日  | 密爾瓦基公鹿 | 105–118 | 鳳凰城太陽   |
| 第二場 | 7月8日  | 密爾瓦基公鹿 | 108–118 | 鳳凰城太陽   |
| 第三場 | 7月11日 | 鳳凰城太陽   | 100–120 | 密爾瓦基公鹿 |
| 第四場 | 7月14日 | 鳳凰城太陽   | 103–109 | 密爾瓦基公鹿 |
| 第五場 | 7月17日 | 密爾瓦基公鹿 | 123–119 | 鳳凰城太陽   |
| 第六場 | 7月20日 | 鳳凰城太陽   | 98–105  | 密爾瓦基公鹿 |

## 比賽概要
- 賽事時間為北美東部時區（UTC-4），同時列出比賽場館所在地之時間

### 第一場
| 7月6日 9:00pm (6:00pm MST) |

| 比賽數據 |

| 密爾瓦基公鹿 105–118 鳳凰城太陽                                          |  |                                                                    |
| 每節分數： 26–30、23–27、27–35、29–26                                    |  |                                                                    |
| 得分： 克里斯·米德爾頓 29 篮板： 揚尼斯·安戴托昆波 17 助攻： 朱·哈勒戴 9 |  | 得分： 克里斯·保羅 32 篮板： 德安德烈·艾頓 19 助攻： 克里斯·保羅 9 |
| 太陽取得系列賽1–0領先                                                    |  |                                                                    |

### 第二場
| 7月8日 9:00pm (6:00pm MST) |

| 比賽數據 |

| 密爾瓦基公鹿 108–118 鳳凰城太陽                                                  |  |                                                                  |
| 每節分數： 29–26、16–30、33–32、30–30                                            |  |                                                                  |
| 得分： 揚尼斯·安戴托昆波 42 篮板： 揚尼斯·安戴托昆波 12 助攻： 克里斯·米德爾頓 8 |  | 得分： 德文·布克 31 篮板： 德安德烈·艾頓 11 助攻： 克里斯·保羅 8 |
| 太陽取得系列賽2–0領先                                                            |  |                                                                  |

### 第三場
| 7月11日 8:00pm (7:00pm CDT) |

| 比賽數據 |

| 鳳凰城太陽 100–120 密爾瓦基公鹿                                   |  |                                                                            |
| 每節分數： 28–25、17–35、31–38、24–22                             |  |                                                                            |
| 得分： 克里斯·保羅 19 篮板： 德安德烈·艾頓 9 助攻： 克里斯·保羅 9 |  | 得分： 揚尼斯·安戴托昆波 41 篮板： 揚尼斯·安戴托昆波 13 助攻： 朱·哈勒戴 9 |
| 太陽系列賽2–1領先                                                 |  |                                                                            |

### 第四場
| 7月14日 9:00pm (8:00pm CDT) |

| 比賽數據 |

| 鳳凰城太陽 103–109 密爾瓦基公鹿                                  |  |                                                                                  |
| 每節分數： 23–20、29–32、30–24、21–33                            |  |                                                                                  |
| 得分： 德文·布克 42 篮板： 德安德烈·艾頓 17 助攻： 克里斯·保羅 7 |  | 得分： 克里斯·米德爾頓 40 篮板： 揚尼斯·安戴托昆波 14 助攻： 揚尼斯·安戴托昆波 8 |
| 系列賽2–2平手                                                    |  |                                                                                  |

### 第五場
| 7月17日 9:00pm (6:00pm MST) |

| 比賽數據 |

| 密爾瓦基公鹿 123–119 鳳凰城太陽                                            |  |                                                                   |
| 每節分數： 21–37、43–24、36–29、23–29                                      |  |                                                                   |
| 得分： 揚尼斯·安戴托昆波 32 篮板： 揚尼斯·安戴托昆波 9 助攻： 朱·哈勒戴 13 |  | 得分： 德文·布克 40 篮板： 德安德烈·艾頓 10 助攻： 克里斯·保羅 11 |
| 公鹿取得系列賽3-2領先                                                      |  |                                                                   |

### 第六場
| 7月20日 9:00pm (8:00pm CDT) |

| 比賽數據 |

| 鳳凰城太陽 98–105 密爾瓦基公鹿                                            |  |                                                                             |
| 每節分數： 16–29、31–13、30–35、21–28                                     |  |                                                                             |
| 得分： 克里斯·保羅 26 篮板： 傑·克勞德 13 助攻： 德文·布克、克里斯·保羅 5 |  | 得分： 揚尼斯·安戴托昆波 50 篮板： 揚尼斯·安戴托昆波 14 助攻： 朱·哈勒戴 11 |
| 公鹿4–2擊敗太陽 奪得2021年NBA總冠軍                                       |  |                                                                             |

總決賽第六場，安戴托昆波斬獲50分14籃板5阻攻，成為第七位在總決賽得分超過50分的球員。